# Zone de marché
Une zone de marché, dans l'industrie du gaz naturel est un territoire approvisionné par un ou plusieurs opérateurs de réseau de transport. Le gaz introduit dans une zone de marché peut être livré à n'importe quel point d'extraction dans la même zone de marché à un prix uniforme et peut donc être échangé entre les acteurs du marché via un point d'échange de gaz. Depuis 2018, la France est circonscrite par une seule et unique zone de marché recouvrant tout son territoire et qui est géré par le point virtuel d'échange de gaz, Trading Region France.

## Contexte
Au sein d'une zone de marché, un distributeur de gaz doit toujours approvisionner les réseaux concernés avec la même quantité de gaz que lui ou ses clients retirent des réseaux. Pour que la quantité prélevée soit également la même que la quantité fournie par le distributeur de gaz, il y a un équilibrage par lequel le distributeur équilibre les entrées et les sorties de gaz dans le réseau. Ainsi, un client ou négociant de transport détient toujours une certaine quantité de gaz dans une zone de marché, qui peut également être échangée librement.
Au sein d'une zone de marché, il existe un grand nombre de groupes d'équilibrage via lesquels tous les volumes échangés sont décomptées. Les groupes d'équilibrage représentent les négociants ou les distributeurs actifs dans une zone de marché. clients des transports.
Dans chaque groupe d'équilibrage, il y a un gestionnaire de groupe d'équilibrage (GGE) qui conclut un contrat de groupe d'équilibrage avec le gestionnaire de la zone de marché afin de réguler l'équilibrage et le décompte des écarts entre les volumes de gaz entrants et sortants. Une énergie de réglage (de) de commande externe peut être nécessaire pour pouvoir équilibrer les différences physiques entre l'entrée (alimentation) et la sortie. Les gestionnaires de groupe d'équilibrage sont responsables de la gestion équilibrée des groupes d'équilibrage et ont donc principalement la responsabilité d'éviter le besoin d'énergie d'équilibrage. Néanmoins, le besoin d'énergie de régulation qui se fait jour est équilibré de manière centralisée et non discriminatoire par les gestionnaires de zone de marché (GZMV) par le biais d'achats et de ventes appropriés.
Le gaz est transporté à l'intérieur d'une zone de marché en nommant les volumes et les points d'entrée et de sortie (Modèle d'entrée-sortie (de)). Des redevances sont perçues pour l'utilisation des réseaux de gaz, qui sont indépendantes de la distance entre les points d'entrée et de sortie. Des capacités d'entrée et de sortie sont réservées pour l'accès au réseau. Pour rendre cela possible, les opérateurs de réseau sont obligés d'annoncer des capacités libres sur Internet. De plus, les points d'entrée et de sortie entre lesquels le gaz peut être transporté doivent être nommés. En ces points, les gestionnaires de réseau doivent proposer des capacités d'entrée et de sortie utilisables indépendamment l'une de l'autre, sans que l'expéditeur ait à s'engager sur un chemin de transport spécifique dépendant de la transaction.

## Zones de marché en Autriche
L'Autriche est divisée en trois zones de marché depuis 2013 :
- Zone de marché Est (comprend les États fédéraux de Salzbourg, Carinthie, Haute-Autriche, Basse-Autriche, Styrie, Burgenland et Vienne)
- Zone de marché Tyrol
- Zone de marché Vorarlberg

Le Tyrol et le Vorarlberg ne sont pas reliés et sont approvisionnés via le réseau longue distance allemand. Ils ne sont pas raccordés au réseau gazier de la zone de marché Est, qui dispose de son propre réseau de transport.

## Zones de marché en Allemagne
Les capacités de transfert des zones de marché ainsi que les capacités de transfert frontalier vers les pays voisins sont rares en Allemagne et peuvent entraîner des perturbations des échanges entre les zones de marché, de sorte que, dans certains cas, des prix différents pour le gaz naturel apparaissent dans les zones respectives. En raison notamment des pressions exercées par l'Agence fédérale des réseaux, qui souhaitait favoriser la transparence des prix et la liquidité du marché du gaz, le nombre de zones de marché en Allemagne n'a cessé de se réduire ces dernières années, passant de plus de 40 zones de marché en 2006 à une seule zone de marché aujourd'hui.
En Allemagne, jusqu'à 1 Octobre 2021 deux zones de marché : Gaspool (de), dans le nord, l'ouest et l'est de l'Allemagne et NetConnect Germany (de), dans l'ouest et le sud de l'Allemagne, comprenant les zones d'approvisionnement des opérateurs de réseau suivants :
- Zone de marché Gaspool : Gascade (de), GTG Nord (filiale d'EWE (de)), Gasunie Deutschland (de), Nowega (de) (anciennement Erdgas Münster Transport), Ontras (de) et OPAL NEL Transport ;
- Zone de marché NetConnect Germany : Bayernets (de), GRTgaz Germany, Fluxys TENP, Open Grid Europe (de), Terranets BW (de) et Thyssengas (de)

Depuis le 1er octobre 2021, la zone de marché pan-allemand Trading Hub Europe (de) existe.